# Dan I

Ban de argint emis de Dan I

Dan I (n. 1354 – d. 23 septembrie 1386), domn al Țării Românești între cca. 1383 sau 1385 - 23 septembrie 1386), este fiul lui Radu I și frate, după tată, al lui Mircea cel Bătrân.

## Domnia
În general se acceptă teoria conform căreia Dan I nu a fost asociat la domnie, succesiunea acestuia având loc după decesul părintelui său. Ultima menționare conform căreia Radu I mai era încă în viață este din anul 1380, iar prima menționare ca voievod a lui Dan I provine din 31 august 1385, pe un clopot donat de un jupan Dragomir mănăstirii Cotmeana din Argeș pe care apare o inscripție din care aflăm că acest eveniment s-a petrecut „[...]în zilele binecredinciosului domn Io Dan voievod [...]”.
Domnia sa, atât cât este cunoscută, se încadrează în jaloanele obișnuite ale primilor Basarabi, oscilând între dorința de întărire a puterii interne și eliminarea pretențiilor coroanei maghiare și încercarea de expansiune în spațiul sud-dunărean prin diversele intervenții în luptele interne din statele creștine atât bulgărești cât și sârbești.
Relațiile cu Ungaria sunt încordate și în timpul domniei lui Dan. Un document posterior, din 1390, de la regele Sigismund de Luxemburg, amintește de vremea „în care Dan voievod cu o puternică oaste a năvălit în ținuturile castelului nostru Mihald (Mehadia)”. Motivele care au determinat pe Dan să poarte acest război nu le cunoaștem; bănuim însă că voievodul muntean a vrut să reia posesiunile de odinioară ale lui Vladislav I, Amlașul, Făgărașul și partea ce rămăsese ungurilor din Banatul Severinului. De asemenea este necunoscut și rezultatul luptelor, căci trâmbițata victorie maghiară nu se confirmă în avantajele pe care, se pare că numai voievodul român le trage, reluând în stăpânire teritoriile revendicate.

## Ctitorii
Dan I este voievodul care termină lucrările la Mănăstirea Tismana căci „[...] la începutul domniei dăruite mie de Dumnezeu am aflat în țara domniei mele, la locul numit Tismana, o mânăstire nu întru toate terminată, pe care sfântrăposatul, binecinstitorul voievod Radul, părintele domniei mele, a ridicat-o din temelie, dar n-a sfârșit-o din pricina scurtimii vieții[...]“, așa cum sună actul de danie din 3 octombrie 1385.

## Moartea
Moartea voievodului este iarăși subiect de dispută. Istorici mai vechi preiau și susțin cronica lui Chalcocondil în care Dan I cade victimă comploturilor fratelui său mai mic, Mircea, care se răscoală împreună cu mai mulți boieri și îl asasinează. Mai credibilă pare însă „Cronica anonimă bulgară” , contemporană evenimentului, care afirmă că voievodul ar fi murit pe 23 septembrie 1386 asasinat (otrăvit) când era într-o campanie militară desfășurată în vecinătatea Dristorului (Silistra), îndreptată împotriva țarului de Tărnovo Ioan Șișman, ajutat de otomani, în timp ce îl sprijinea pe unchiul său, Ioan Srațimir, (1356 — 1365) țarul de la Vidin.